# Історія Балкан

Балканський півострів, географічно обмежений лінією Дунай—Сава—Купа

Балкани — регіон у Південно-Східній та Східній Європі. Своєю чіткою визначеністю і окресленістю Балкани багато в чому завдячують спільній для всіх балканських народів і часто бурхливій історії століть османського панування та характерній гористій географії краю.

## Праісторія

### Неоліт

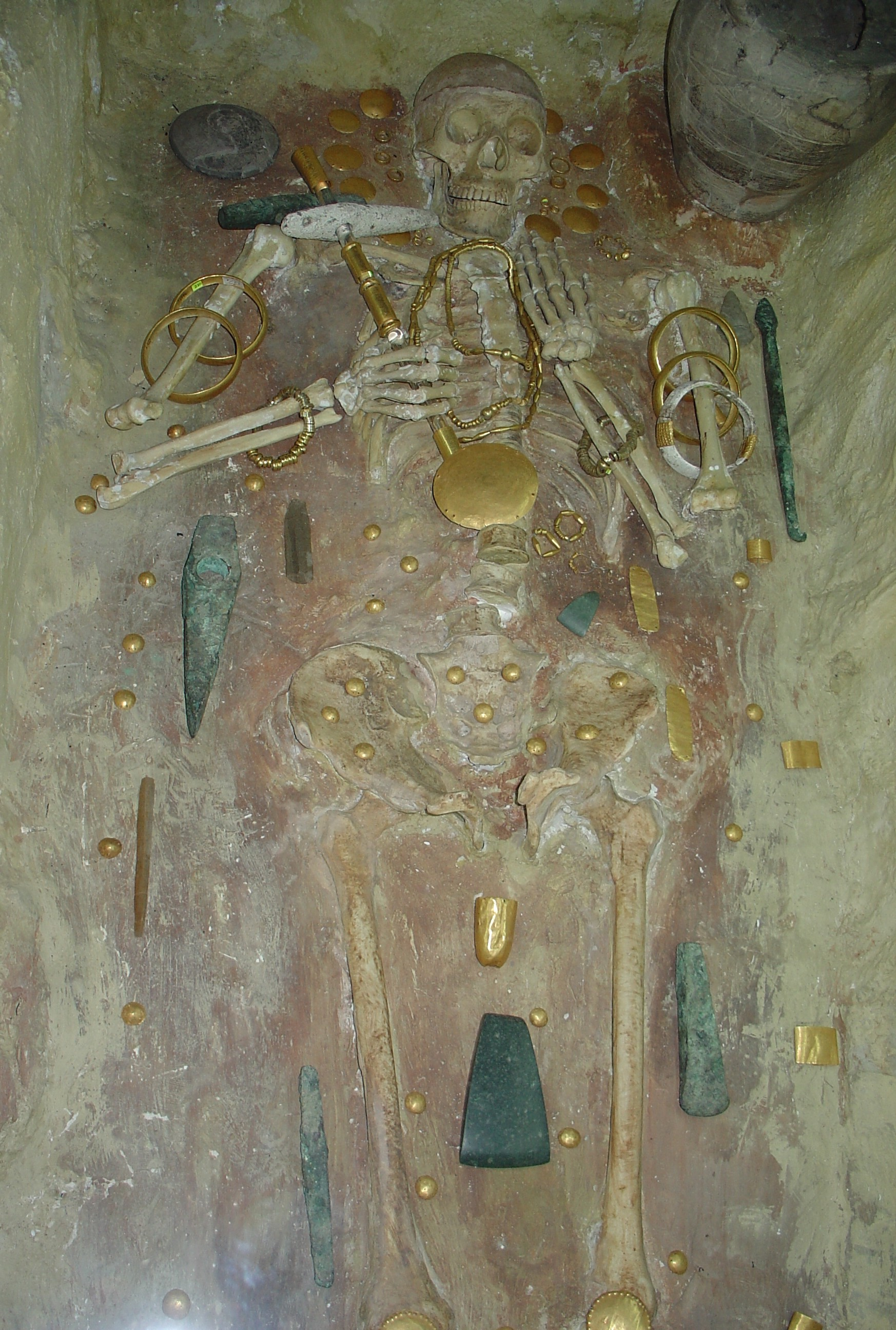
Поховання у Варні (Болгарія) з одними з найдавніших у світі золотими прикрасами.

Археологи ідентифікували кілька ранніх культурних комплексів, включаючи Трипільську культуру (4500—3500 рр. до н. е.), культуру Старчево (6500—4000 рр. до н. е.), культуру Вінча (5000—3000 рр. до н. е.), культуру лінійно-стрічкової кераміки (5500—4500 рр. до н. е.) та езерську культуру (3300—2700 рр. до н. е.). Енеолітична Варненська культура у Болгарії (радіовуглецеве датування 4600—4200 рр. до н. е.) явила світові найдавніший із відомих в історії золотий скарб, демонструючи тонкощі вірування про загробне життя. Гідним уваги набором артефактів є знайдені в Румунії тертерійські таблички з ознаками протописемності. Бутмирська культура (2600—2400 рр. до н. е.), знайдена на околицях сучасного Сараєва, розробила унікальну кераміку.
«Курганна гіпотеза» праіндоєвропейського походження припускає поступове розширення «курганної культури» близько 5000 р. до н. е., доки вона не охопила весь понтійський степ. Курган IV ототожнюється з Ямною культурою близько 3000 р. до н. е.

### Мідна доба

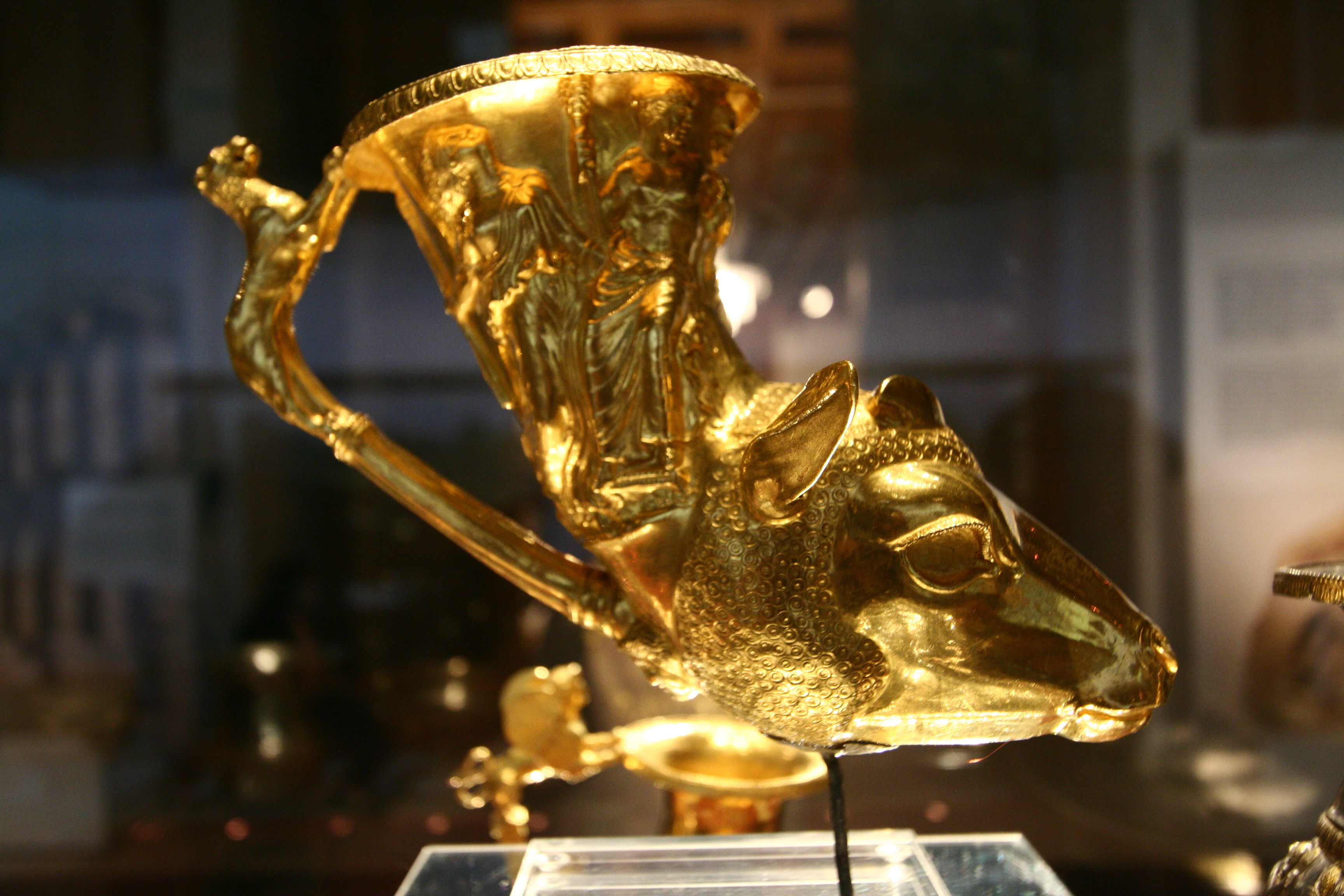
Золотий ритон, один із предметів у фракійському скарбі Панагюріште, що датується IV—III ст. до н. е.

Прибл. в 1000 р. до н. е. іллірійські племена вперше з'являються в Албанії, даки — на території сьогоднішньої Румунії, а фракійці — у Фракії та сусідніх землях (теперішніх Румунії, Болгарії, Молдові, північно-східній Греції, європейській Туреччині, східній Сербії і Північній Македонії). Ці три великі племінні групи говорили індоєвропейськими палеобалканськими мовами. Фригійці, здається, спочатку оселилися на півдні Балканів, продовживши століттями пізніше своє переселення у Малу Азію, де станом на тепер вимерли як окрема група і мова.

## Стародавні часи

### Залізна доба
Після періоду, що настав услід за прибуттям дорійців і відомий як «грецькі темні століття» або «геометричний стиль», на півдні Балканського півострова, островах Егейського моря і в грецьких колоніях на заході Малої Азії, починаючи з ІХ або VIII століть до нашої ери, розвинулася класична грецька культура, досягнувши свого піку в часи демократії, що склалася в VI і V ст. до н. е. в Афінах. Пізніше, елліністична культура поширилася по всій імперії, створеній у IV ст. до н. е. Олександром Великим. Греки першими встановили систему торговельних шляхів на Балканах, а для полегшення торгівлі з місцевими жителями між 700 р. до н. е. і 300 р. до н. е. вони заснували низку колоній на узбережжі Чорного моря (Pontus Euxinus), у Малій Азії, Далмації, Південній Італії (Magna Graecia) тощо.
До кінця IV ст. до н. е. грецька мова і культура запанували не тільки на Балканах, а й у всьому Східному Середземномор'ї. Наприкінці VI ст. до н. е. на Балкани вдерлися перси, які потім просунулися до родючих районів Європи. Частиною Балкан і північнішими районами, в тому числі Фракією, Пеонією, Македонським царством і більшістю прибережних місцевостей Румунії, України та Росії, деякий час правили ахеменідські перси. Однак унаслідок греко-перських воєн ахеменіди змушені були відійти з більшості своїх європейських територій.
Заснована, ймовірно, 470 року до нової ери, після поразки персів у Греції, фракійська одриська імперія мала свою столицю в Севтополісі, поряд із сучасною Старою Загорою у Болгарії. Інші племінні союзи існували в Дакії щонайменше ще на початку ІІ ст. до н. е. під владою царя Орола. Іллірійські племена розташувалися в районі, що відповідає сьогоднішньому узбережжю Адріатичного моря. Ім'я «Іллірії» первісно використовувалося на позначення людей, які займали територію навколо озера Скадар, що між Албанією та Чорногорією. Однак це ймення згодом використовувалося греками і римлянами як збірна назва для різних народів у межах чітко визначеної, але набагато більшої території. Таким самим чином землі на північ від Македонського царства посіли пеонійці, якими також правили царі і які, можливо, говорили наріччям грецької мови (це нез'ясовано, але їхні монети містили написи цією мовою).

### Ахеменідська перська імперія (VI—Vст. до н.е.)
Приблизно у 513 році до н. е. як частина військового походу, організованого Дарієм І, величезна Ахеменідська армія вторглася на Балкани і спробувала перемогти західних скіфів, що блукали на північ від Дунаю. Декілька фракійських народів та майже всі інші європейські регіони на узбережжі Чорного моря (у тому числі частини сучасної Болгарії, Румунії, України та Росії), були завойовані Ахеменідською армією, перед тим як вона повернулася до Анатолії. Високоповажний командир Дарія Мегабазус був відповідальним за досягнення перемог на Балканах. Ахеменідські війська завоювали Фракію, грецькі міста на узбережжі Чорного моря та Пеонію. Згодом, приблизно у 512—511 роках до н. е, македонський цар Амінт І приймає панування Ахеменідів та стає васалом Ахеменідської Персії. Багатоетнічна армія Ахеменідів мала багато солдатів із Балкан. Більше того, багато македонської та перської аристократії одружувалися одні з одними. Наприклад, син Мегабазуса Бубарес оженився з дочкою Амінта Гігеєю, що могло забезпечити добрі відносини між македонськими та ахеменідськими правителями.
Після Іонійського повстання перська влада на Балканах була відновлена Мардонієм в 492 році до н. е., що включало не тільки повернення Фракії, але й повне повернення Македонії до перської сфери впливу. Перське вторгнення непрямо вплинуло на зростання влади Македонії, а також Персія мала деякі спільні інтереси з Македонією на Балканах. Загалом, македонці були «охочими і корисними перськими союзниками». Македонські солдати билися проти Афін та Спарти в армії Ксеркса.
Хоча перську владу на Балканах було скинуто після невдачі Ксеркса, македонці та фракійці запозичили велику кількість ахеменідських традицій у культурі та економіці у V — середині IV ст. до н. е. Деякі артефакти, знайдені у Синдосі та Вергіні, можуть розглядатися як зроблені під впливом азійського досвіду, або навіть як імпортовані з Персії наприкінці VI — початку V ст. до н. е.

### Дороманські держави (IV—І ст до н.е.)
Барділ, вождь Дарданців, створив королівство, що перетворило Іллірію на впливову місцеву силу в IV ст до н. е. Головним містами цього королівства був Шкодер (сучасна Албанія) та Рисан (сучасна Чорнгорія). У 359 році до н. е. македонський цар Пердікка ІІІ був вбитий під час атаки іллірійців.
Але у 358 році до н. е., Філіп ІІ Македонський, батько Александра Великого, здолав іллірійців та взяв під свій контроль територію аж до Охридського озера (сучасна Північна Македонія). Александр власноруч розгромив сили іллірійського вождя Клейта в 335 році до н. е. і іллірійські племінні вожді та солдати супроводжували Александра під час його завоювання Персії. Після смерті Александра у 323 році до н. е, грецькі держави знову почали боротися між собою, у той час як на півночі знову виникли незалежні ілірійські держави. В 312 році до н. е. король Глаукіс захопив Епідамнос. До кінця ІІІ ст. до н. е. Іллірійське царство, з центром у Шкодері, контролювало частини північної Албанії і прибережні частини Чорногорії. Під час правління королеви Теути ілірійці атакували римські купецькі судна, що плавали Адріатичним морем, і дали Риму привід для вторгнення на Балкани.
В Іллірійських війнах 229 року до н. е. та 219 року до н. е. Рим захопив іллірійські поселення в долині річки Неретва і придушив піратство, яке зробило Адріатику небезпечною для торгівлі. У 180 році до н. е. Далмати оголосили себе незалежними від іллірійського царя Гентія. Римляни перемогли Гентія, останнього царя Іллірії, у Шкодері в 168 році до н. е. та захопили його, привівши до Риму у 165 році до н. е. Було створено чотири республіки на території Іллірії, які фактично управлялися Римом. Пізніше цей регіон безпосередньо керувався Римом і був переорганізований у провінцію зі столицею у Шкодері. Крім того, у 168 році до н. е, використовуючи постійні грецькі громадянські війни, римляни розгромили Персея, останнього царя Македонії, та з їхніми союзниками на півдні Греції, римляни стали домінувати у регіоні. Після захоплення усієї Греції територію було поділено на провінції Македонія та Ахая.

## Римська доба

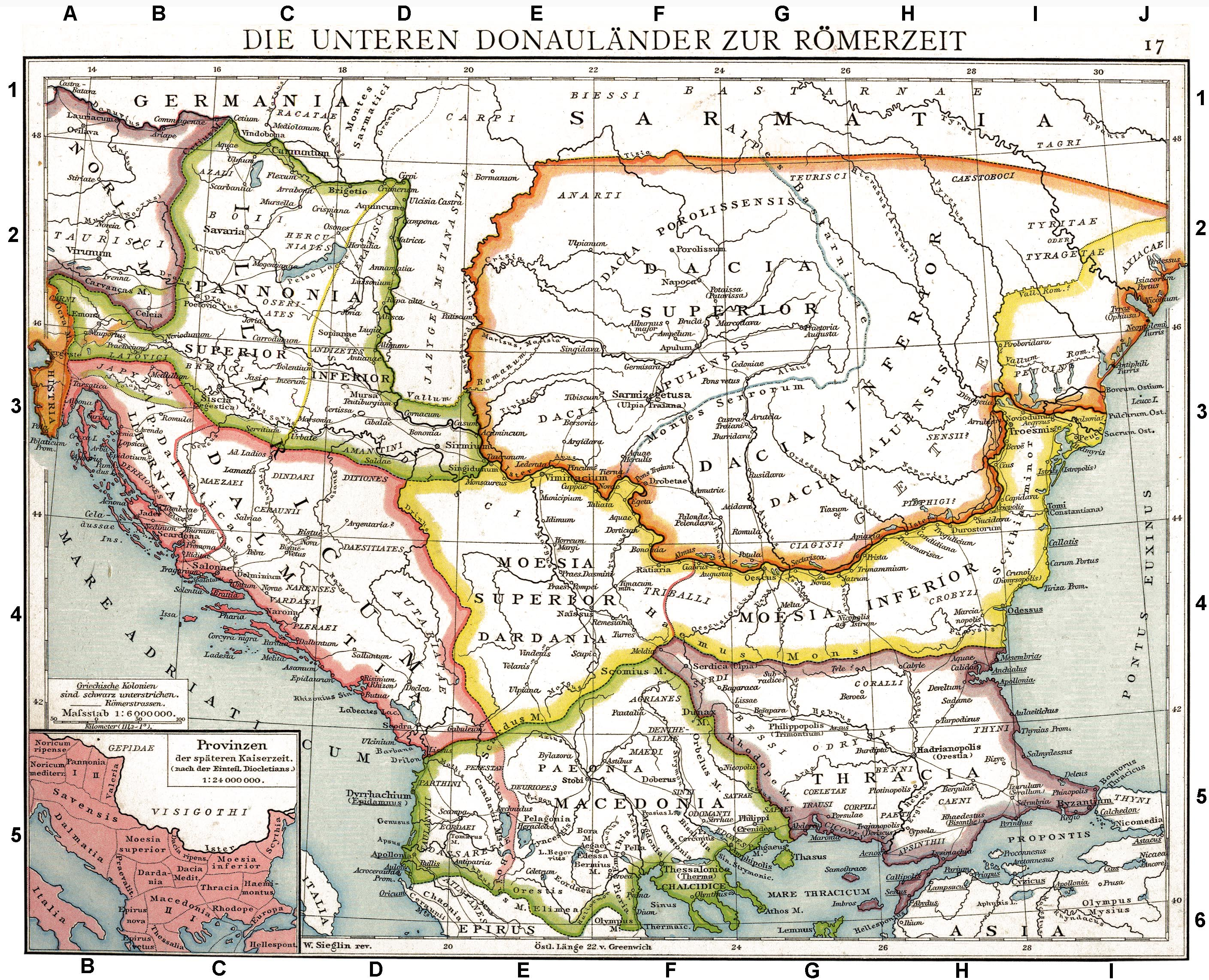
Балканські провінції в Західній Римській імперії

З ІІ ст. до н. е. зростаюча Римська імперія почала анексувати Балканську область, перетворивши її на один з найбільш процвітаючих і стабільних регіонів Імперії. Досі римську спадщину чітко видно в численних пам'ятках і артефактах, розкиданих по всіх Балканах, і що найголовніше, латинськими мовами користуються майже 25 мільйонів людей у цьому регіоні (східнороманські мови). Однак римський вплив не зміг витіснити грецьку культуру, яка зберігала переважний статус у східній половині імперії і продовжувала залишатися сильною в південній половині Балкан.
Починаючи з ІІІ ст. н. е. кордони Риму на Балканах були ослаблені через внутрішні політичні та економічні розлади. За цей час Балкани, особливо Іллірик, набули все більшого значення. Вона стала однією з чотирьох префектур Імперії, а також багато воїнів, адміністраторів і імператорів починали свій шлях звідти. Багато правителів побудували свої резиденції в регіоні.
Хоча ситуація тимчасово стабілізувалася за часів Костантина, хвилі неримських народів, переважно тервінги, гревтунги та гуни, почали проникати на територію регіону. Спочатку (у випадку тервінгів) їх прийняли як біженців з імперським дозволом, тому що вони не могли захиститися від своїх ворогів — гунів, потім вони почали вторгатися на Балкани з метою загарбання. Після десятиліть неволі та киплячої ворожнечі тервінги на чолі з Фрітігерном, і пізніше вестготи на чолі з Аларіхом, врешті-решт завоювали і розорили весь балканський регіон, перш ніж вирушити на захід, щоб вторгнутися в саму Італію.
До кінця Римської імперії регіон став каналом для просування загарбників на захід, а також сценою договорів і складних політичних маневрів римлян, готів і гунів, які прагнули отримати найбільшу перевагу для своїх народів в умовах мінливого і безладного фіналу десятиліть римської імперської влади.

### Сходження християнства
Християнство вперше прийшло в цей край, коли Святий Павло і деякі його послідовники подорожували Балканами, обійшовши місцевості, населені фракійцями, іллірійцями і греками. У свою чергу, Святий Андрій працював з даками і скіфами, проповідуючи у Добруджі і на чорноморському узбережжі. 46 року нашої ери цю територію завоювали римляни і приєднали до Мезії.
106 року імператор Траян вторгся у Дакію. Згодом у Дакію прибули християнські колоністи, солдати і раби, які поширили християнство. У ІІІ ст. кількість християн зросла. Коли 318 року імператор Костянтин І видав Міланський едикт, тим самим поклавши край переслідуванню християнства, що заохочувалося римлянами, цей край став пристановищем для християн. А вже через дванадцять років, у 325, Костянтин скликав Перший Нікейський собор. У 391 році Феодосій І зробив християнство офіційною релігією Риму.
Розкол Сходу та Заходу, відомий також як Велика схизма, був подією, яка розділила християнство на західний Католицизм і грецьке східне Православ'я по лінії розділу на західну латиномовну та східну грекомовну частини. Хоча зазвичай схизма датується 1054 роком, коли папа Лев IX і Патріарх Константинопольський Михайло І Кіруларій відлучили один одного від церкви, розкол Сходу та Заходу насправді був результатом тривалого періоду відчуження між двома церквами.
Основними заявленими причинами розколу були суперечки про папську владу — папа стверджував, що він володіє повноваженнями над чотирма східними патріархами, в той час як патріархи стверджували, що папа був лише першим серед рівних — і через внесення пунту про filioque у Нікейський символ віри. Найбільш серйозною (і реальною) причиною, звичайно, була конкуренція за владу між старою і новою столицями Римської імперії (Рим і Константинополь). Існували й інші, менш значні каталізатори розколу, включаючи відхилення від літургійних практик і суперечливих претензій про юрисдикцію.

## Раннє Середньовіччя

### Східна Римська імперія

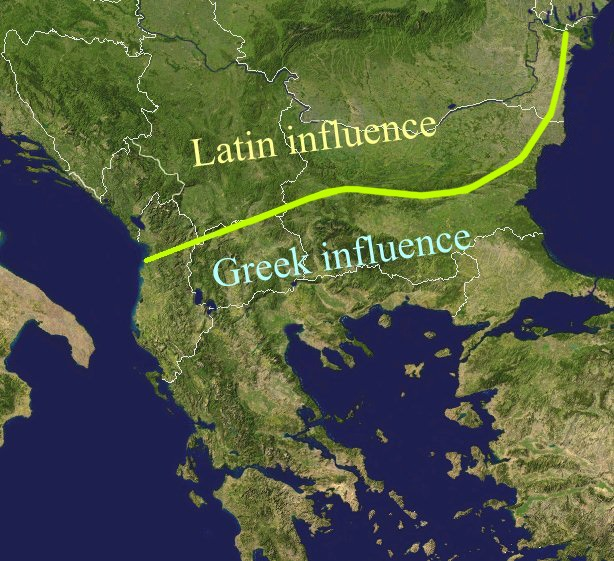
Лінія Їречека, що розділяє зони грецького і латинського впливу перед слов'янськими навалами.

Візантійська імперія була грекомовною державою зі столицею в Константинополі. Протягом більшої частини своєї історії вона контролювала провінції на Балканах і в Малій Азії. Східно-римський імператор Юстиніан на деякий час повернув велику частину території, яка колись була об'єднаною Римською імперією, від Іспанії та Італії до Анатолії. На відміну від Західної Римської імперії, яка зустріла свій відомий, скоріше невизначений, кінець у 476 році, Східна Римська імперія прийшла до менш відомого, але більш остаточного кінця у 1453 році. Її досвідчена військова і дипломатична влада не спеціально уберігала Західну Європу від багатьох спустошливих вторгнень східних народів, в той час, коли все ще нові і крихкі західні християнські королівства могли б мати труднощі з їх утриманням.
Величина впливу і внеску Візантійської імперії для Європи і християнства почали лише недавно визнаватися. Утворення імператором Юстиніаном І нового кодексу законів — Corpus Juris Civilis послужило основою для подальшого розвитку правових кодексів. Візантія відігравала важливу роль у передачі класичних знань Ісламському світові та Італії часів Відродження. Її багата історіографічна традиція зберегла древні знання, на яких будувалося чудове мистецтво, архітектура, література і технічні досягнення. Це втілено у візантійському варіанті християнства, яке врешті-решт призвело до створення так званого «Візантійського співтовариства» (термін, вигаданий істориками XX століття) у всій Східній Європі. Ранньовізантійська місіонерська діяльність поширювала Православ'я на різні слов'янські народи, серед яких воно все ще є домінуючою релігією. Єврейські громади також були поширені на Балканах у той час, переважно романіоти.
Протягом усієї своєї історії Візантія часто брала участь у багатосторонніх конфліктах не тільки з арабами, персами і турками на сході, але і з її християнськими сусідами —болгарами, сербами, норманами і хрестоносцями, які всі, на один або інший проміжок часу, завойовували великі обсяги її території. Під кінець імперія утримувала лише Константинополь і невеликі території у материковій Греції, а всі інші території, як на Балканах, так і в Малій Азії, були втрачені. Кінець наступив у 1453 році, коли місто захопив османський султан Мехмед ІІ, що призвело до остаточного кінця Візантійської імперії.

### Варварські набіги
Одночасно з занепадом Римської імперії через Балкани ринуло багато «варварських» племен, більшість із яких не залишили жодної тривалої державності. Упродовж цих «темних століть» Східна Європа, як і Західна, підупала в культурному та економічному відношенні, хоча вздовж прибережних міст в Адріатиці та великих грецьких полісів на півдні збереглися анклави розквіту і культури. Коли Візантійська імперія все більше і більше звужувала свої кордони у намаганні зібрати в кулак свою зникому міць, великі площі спустіли, залишилися без міських поселень, дороги занепали, а місцеві жителі, можливо, відступилися у відлюдні райони, як-от гори і ліси.
Першим таким варварським племенем на Балканах були готи. З північно-східної Німеччини, через Скіфію, вони вирушили на південь до римських Балкан після виникнення загрози від гунів. Згодом цим готам були надані землі у імперії (на південь від Дунаю), як «федератам»(союзникам). Проте після періоду голоду прото-вестготи повстали і розгромили імператора в 378 році. Згодом вестготи розорили Рим у 410 році, і, в спробі розібратися з ними, римляни надали їм землі у Франції. Гуни, конфедерація тюрко-уральських кочових племен, що згодом об'єднала у собі різні німецькі, сарматські та слов'янські племена, просуваючись на захід до Європи увійшла на територію Паннонії в 400—410 рр. Гуни викликали великі міграції германських племен у Західну Європу. З їхньої бази в Паннонії гуни підкорили багато людей і створили «сферу терору» від Німеччини та Балтії до Чорного моря. Зі смертю Аттіли в 454 році боротьба за спадщину призвела до швидкого краху престижу гунів і подальшого зникнення іх з Європи. Тим часом остготи звільнилися від панування Гунів в 454 році і також стали «федератами». Остроги також мігрували на захід, наділені повноваженнями від візантійців, і створили державу в Італії. У другій половині V — першій половині VI століття на Балкани увійшли нові германські варварські племена. Гепіди, які жили в Дакії в ІІІ столітті з готами, оселилися в Паннонії і, зрештою, завоювали Сінгідунум (Белград) і Сірмій (Сремська Митровиця), створивши короткочасне королівство в VI столітті. Лангобарди увійшли до Паннонії в 550-ті роки, розгромили гепідів і зробили їх частиною свого племені. У 569 році вони пересунулися до Північної Італії, заснувавши власне королівство за рахунок територій остготів.
Слов'яни, відомі як склавіни, мігрували у подальших хвилях. Вони переселилися з Центральної та Східної Європи і, з часом, стали називатися південними слов'янами. Більшість залишалися суб'єктами Римської імперії.
Авари були тюркською групою (або монгольською), можливо, з правлячою верхівкою, що походила з Жужаню. Вони увійшли до Центральної Європи у VII столітті, змушуючи ломбардців втікати до Італії. Вони постійно здійснювали набіги на Балкани, сприяючи загальному занепаду території, що почався століттями раніше. Після невдалої облоги Константинополя в 626 році вони залишилися у Центральній Європі. Вони панували над західними слов'янами, які вже населяли цей регіон. До Х століття Аварська конфедерація розпалася через внутрішні конфлікти, франкські та слов'янські напади. Зрештою, авари, що залишились, були поглинені слов'янами і мадярами.
Булгари, тюркські народи Середньої Азії, вперше з'явилися у хвилі, що почалася з приходу булгар Аспаруха. Аспарух був одним з наступників Кубрата — великого хана. Вони займали родючі рівнини України протягом декількох століть, поки хозари не прийшли зі своєю конфедерацією в 660-х роках і не викликали їх подальшу міграцію. Одна з частин булгар під керівництвом Аспаруха попрямувала на південний захід і оселилася в 670-х роках у сучасній Бессарабії. У 680 році вони вторглися в Мезію і Добруджу та сформували конфедерацію з місцевими слов'янськими племенами, які переселилися туди століття тому. Після поразки від рук болгар і слов'ян, Візантійська імперія визнала суверенітет ханства Аспаруха в подальшому договорі, підписаному в 681 році. Цей же рік зазвичай вважають роком створення Болгарії (див. Історія Болгарії). Менша група булгар, під керівництвом хана Кубера, оселилася майже одночасно в Пелагонській рівнині на заході Македонії, провівши деякий час в Панонії. Деякі булгари насправді вступили до Європи раніше, з гунами. Після розпаду Гунської імперії булгари розійшлися переважно по Східній Європі.
Мадяри, на чолі з Арпадом, були провідним кланом у конфедерації десяти племен. Вони увійшли до Європи в Х столітті, оселившись у Паннонії. Там вони зустріли переважно слов'янське населення і залишки аварів. Мадяри були народом, що походив з заходу Уралу. Вони навчилися мистецтву верхової їзди від тюрків. Потім вони переселилися далі на захід близько 400 року, розселившись в районі Дону та Дніпра. Тут вони були підданими Хозарського каганату. Вони були сусідами булгарам та аланам. Вони стали на бік трьох повстанських хозарських племен проти правлячої фракції. Їхні втрати в цій громадянській війні і безперервних битвах з печенігами, ймовірно, була каталізатором для іх переселення на захід до Європи.
Місцеві римляни і романізовані залишки народів балканського залізного віку почали асимілюватися серед слов'ян і греків, однак значні латиномовні громади, як відомо, збереглися. У літературі ці романомовні народи відомі як «волохи». У Дакії римські колоністи і романізовані даки відійшли до Карпатських гір Трансильванії після того як Рим втратив контроль над цими землями. Археологічні дані вказують на романізоване населення в Трансільванії принаймні до VIII століття. До VII—VIII століть Римська імперія володіла лише територіями на південь від Дунаю у вигляді Візантійської імперії, з її столицею в Константинополі. У цій етнічнорізноманітній території Римської імперії волохи були визнані тими, хто розмовляв латинською мовою, офіційною мовою Візантійської імперії, що використовувався тільки в офіційних документах аж до VI століття, коли її замінили на більш популярну грецьку. Волохи, ймовірно, складалися з різних етнічних груп (переважно фракійців, даків, іллірійців), які, завдяки асиміляції їх Римською імперією, розділяли спільну мову та культуру Римської імперії з римськими колоністами, що засеяли їх райони. Романомовне населення вижило на Адріатиці, а албанці, на думку деяких, походять від частково романізованих іллірійців.

### Перша Болгарська імперія

Найбільше територіальне розширення Болгарської імперії за правління Симеона I.

У VII ст. створилася Перша Болгарська імперія. У подальші сторіччя вона значно зміцнилася, простягнувшись від Дніпра до Будапешта та Середземномор'я. Протягом наступних чотирьох століть Болгарія домінувала на Балканах і сприяла прийняттю християнства в регіоні. Болгарський цар Борис I звелів створити болгарський алфавіт, який пізніше поширили місіонери на північ аж до Русі.

## Високе Середньовіччя

### Венеційська республіка
Будуючи свою морську торговельну імперію, Венеційська республіка зробила ставку на торгівлю сіллю. Вона заволоділа більшістю островів Егейського моря разом з Кіпром і Критом та стала головною «силою» на Близькому Сході та на усіх Балканах. До 1200 року Венеція захопила низку місцевостей на східних берегах Адріатичного моря, частково із суто комерційних міркувань, але також і тому, що осілі там пірати були загрозою їхній торгівлі. Дожі відтоді носили титул «герцог Далмації» та «герцог Істрії». Після фінансованого Венецією 4-го хрестового походу під час якого в 1204 році хрестоносці захопили і розграбували Константинополь і згодом створили на землях Візантії Латинську імперію, Венеція стала цілком імперською державою. Венеція згодом створила сферу впливу в Егейському морі, яка включала в себе Наксоське герцогство (Герцогство Архіпелагу), а також острів Крит.

## Пізнє Середньовіччя

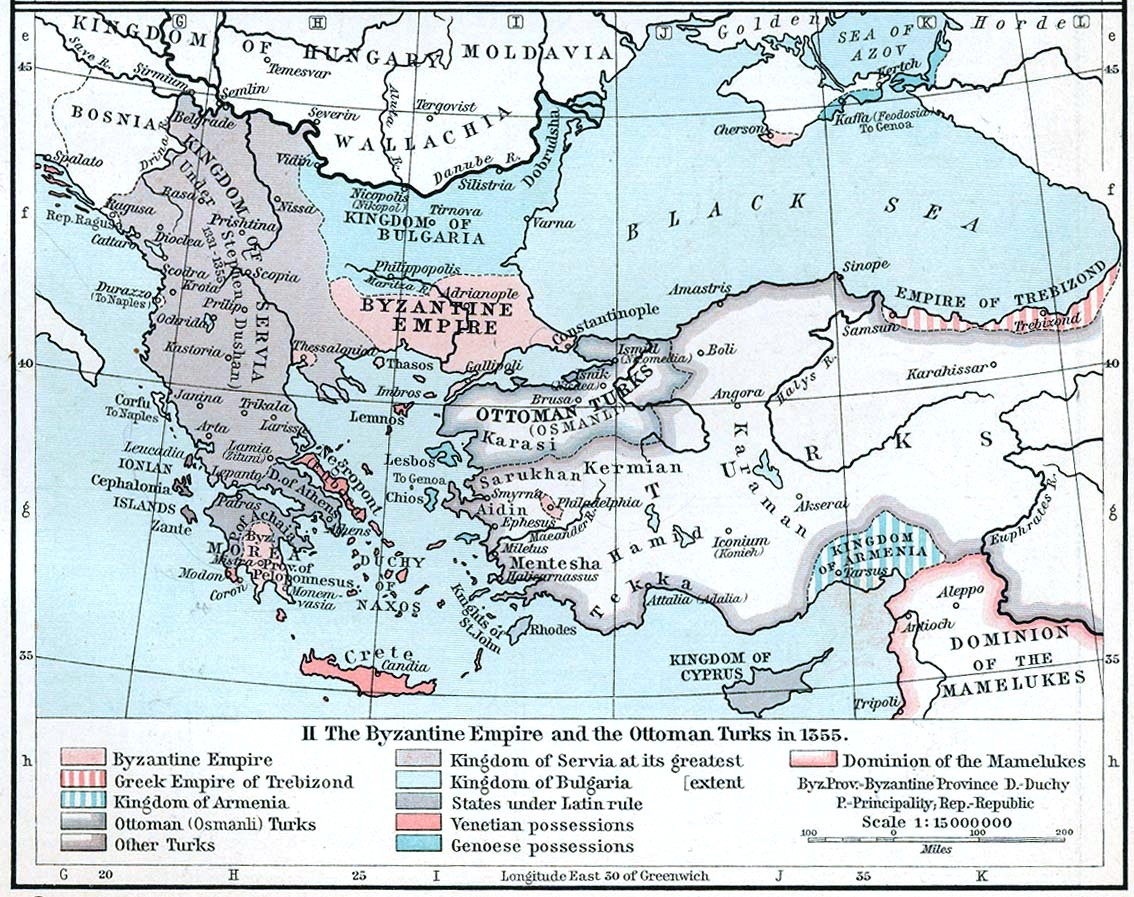
Балкани 1355 року

Із XIV ст. Венеція контролювала більшість морської торгівлі на Балканах з важливими колоніальними володіннями на Адріатичному та Егейському узбережжях. Тривалий занепад Венеції розпочався у XV ст., коли вона вперше здійснила безуспішну спробу втримати Салоніки перед османами (1423—1430). Вона також відсилала кораблі, щоб допомогти захистити Константинополь від облоги турків (1453). Після того, як місто впало перед військом Мехмета II, султан оголосив війну Венеції, яка тривала тридцять років і коштувала Венеції багато володінь у східному Середземномор'ї. Поступово Венеційська республіка втратила майже всі володіння на Балканах, зберігаючи у XVIII ст. лише адріатичні території Істрії, Далмації і Венеційської Албанії. Венеційський острів Корфу був єдиним районом Греції, який ніколи не був зайнятий турками. 1797 року Наполеон підкорив Венецію, поклавши край венеційському періоду в історії Балкан.

## Ранній новий період

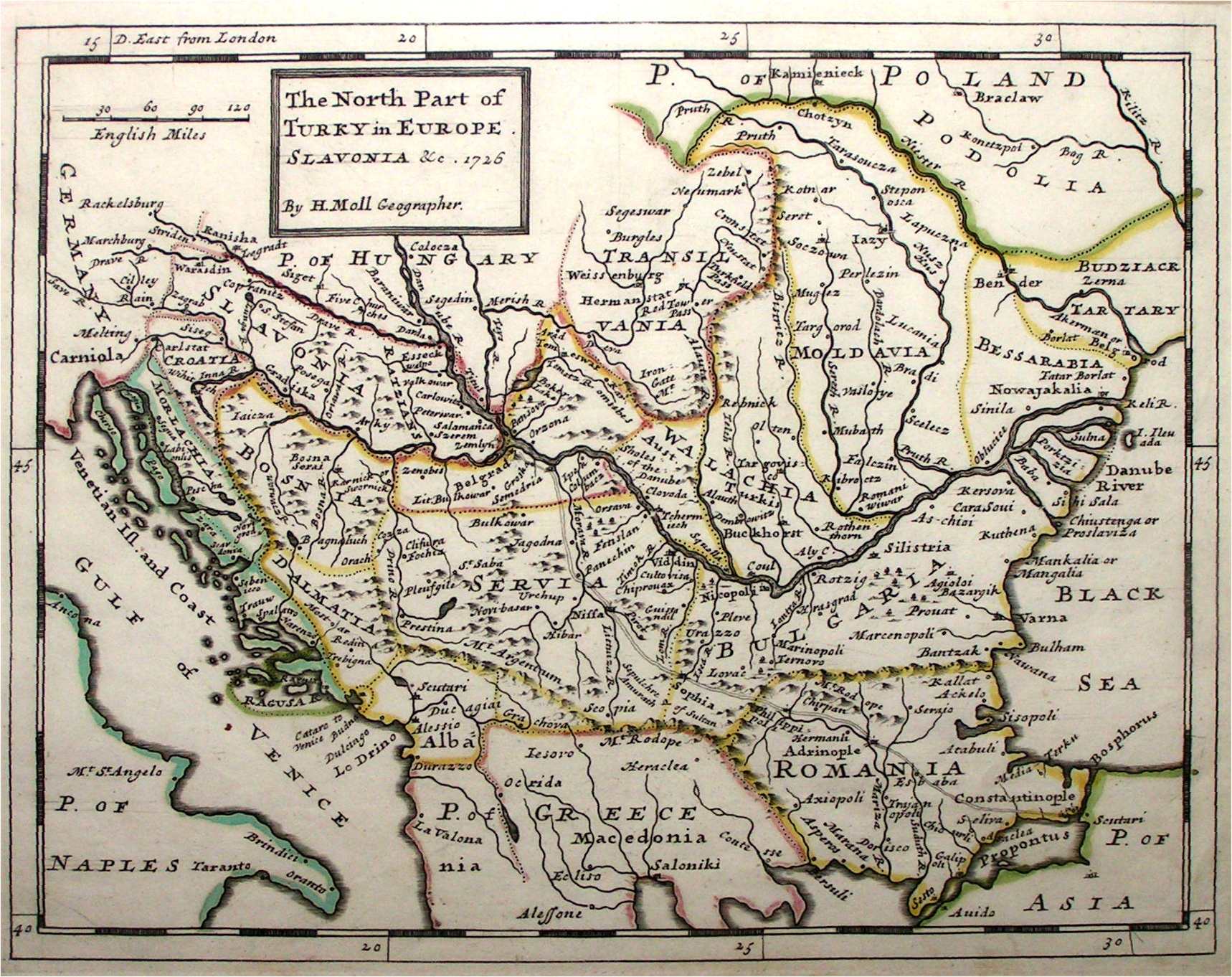
Карта Османської імперії на Балканах 1726 р.

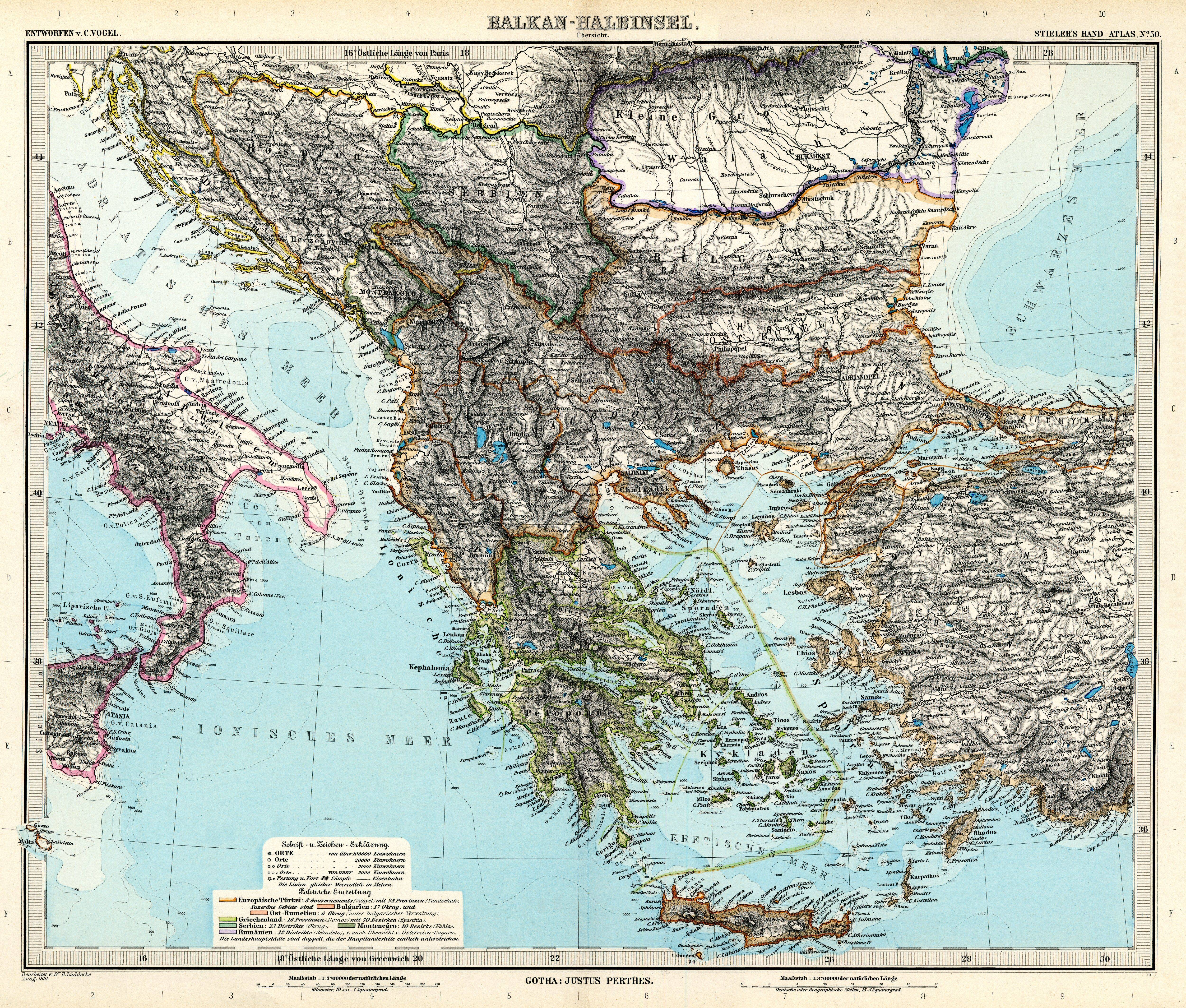
Балкани наприкінці XIX ст.

Упродовж раннього нового періоду велика частина Балкан перебувала під османським правлінням. На деяких із цих земель османська влада тривала довго, з XIV ст. аж до початку XX ст. Османська імперія була релігійно, мовно і етнічно різнорідною, де часом, ставилися до проведення релігійних обрядів більш поважно порівняно з іншими частинами світу. Різні групи населення імперії організовувалися за віросповідною ознакою у так звану систему міллетів. Із православних християн імперії було створено спільну ідентичність на основі спільного церковного календаря, святців і релігійних свят.
Соціальна структура Балкан наприкінці XVIII ст. була складною. Османські правителі здійснювали контроль головним чином непрямо. В Албанії та Чорногорії, наприклад, місцеві володарі платили номінальну данину імперії, дуже мало контактуючи з турками в інших справах. Рагузька республіка платила щорічну данину, а в іншому була вільна продовжувати своє суперництво з Венеційською республікою. Два романомовні князівства Молдавія та Волощина мали власне дворянство, але ними правили грецькі династії, які обирав султан. У Греції еліта складалася з духовенства і вчених, але грецької знаті було вкрай мало. На Балканах оселився мільйон або й більше турків, як правило, у невеликих міських центрах, де вони були гарнізонними військовиками, державними службовцями, ремісниками і купцями. Були також впливові громади єврейських і грецьких купців. Турків і євреїв не можна було знайти в сільській місцевості, тому існувала дуже гостра соціальна відмінність між містами та довколишньою територією у плані мови, релігії чи етнічної належності. Османська імперія збирала податки приблизно в розмірі 10 %, але примусової праці не було, і робітники та селяни не почувалися особливо пригноблені імперією. Султан був прихильним до православного духовенства, захищаючи його насамперед від завзяття католицьких місіонерів.

## Злет націоналізму на Балканах
Ріст націоналізму в Османській імперії спричинив злам концепції міллетів. З піднесенням національних держав та їхніх історій дуже важко знайти надійні джерела на османське поняття нації та на багатовікові відносини між династією османів і провінціями, які перетворилися на держави. Безсумнівно, розуміння османської концепції державності допоможе нам збагнути, що сталося на Балканах у пізній період Османської імперії.
- Сербська революція (1804–15)
- Грецька революція (1821–32)
- Боснійське повстання (1831–32)

Криваве придушення квітневого повстання 1876 року в Болгарії стало приводом до початку російсько-турецької війни.

### Берлінський конгрес

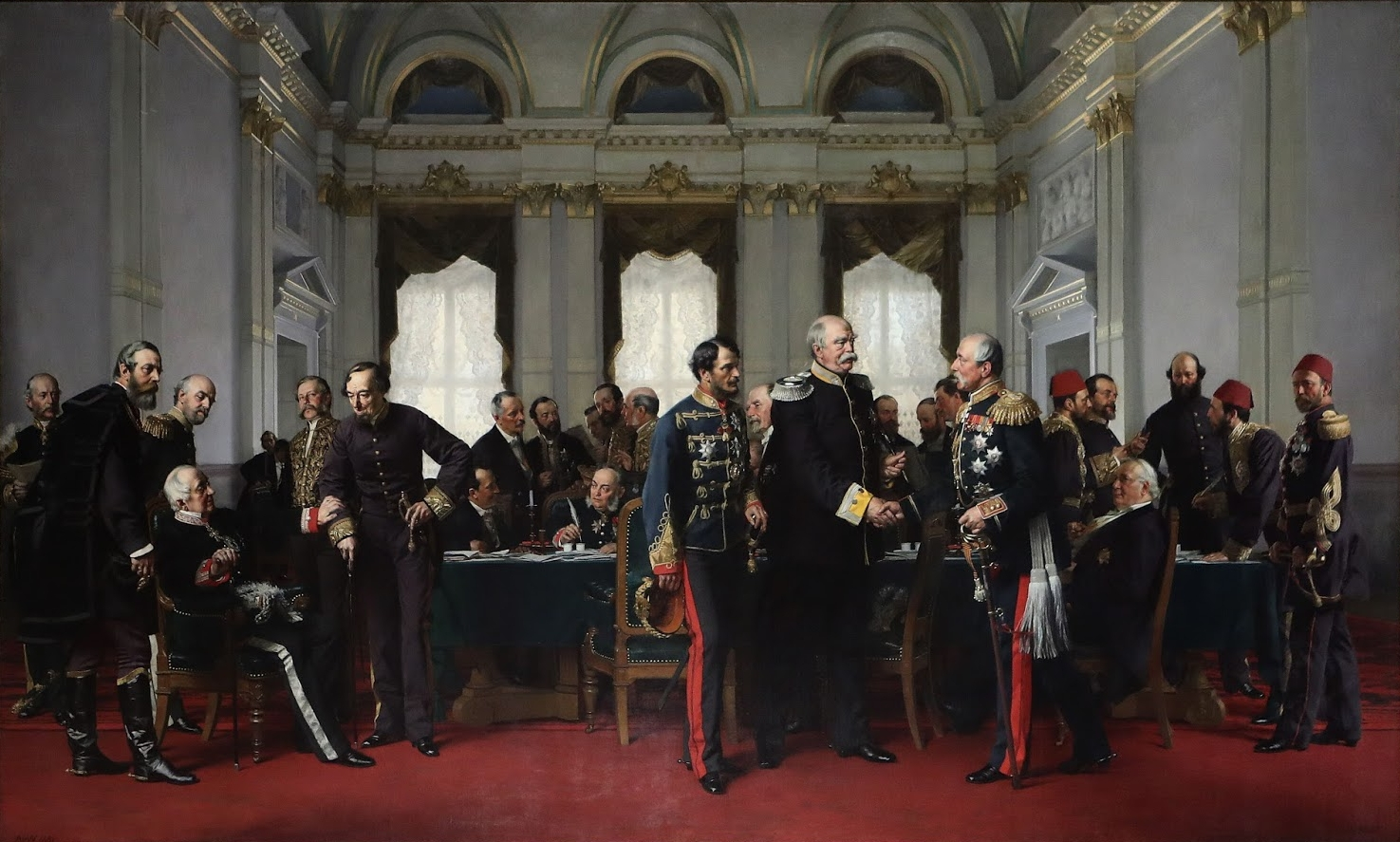
На картині Антона фон Вернера Отто фон Бісмарк (високий чоловік праворуч) потискає на Берлінському конгресі 1878 р. руку Дюлі Андраші та Петрові Андрійовичу Шувалову; ліворуч — Алайош Каролі, Олександр Горчаков і Бенджамін Дізраелі

### Балканські війни

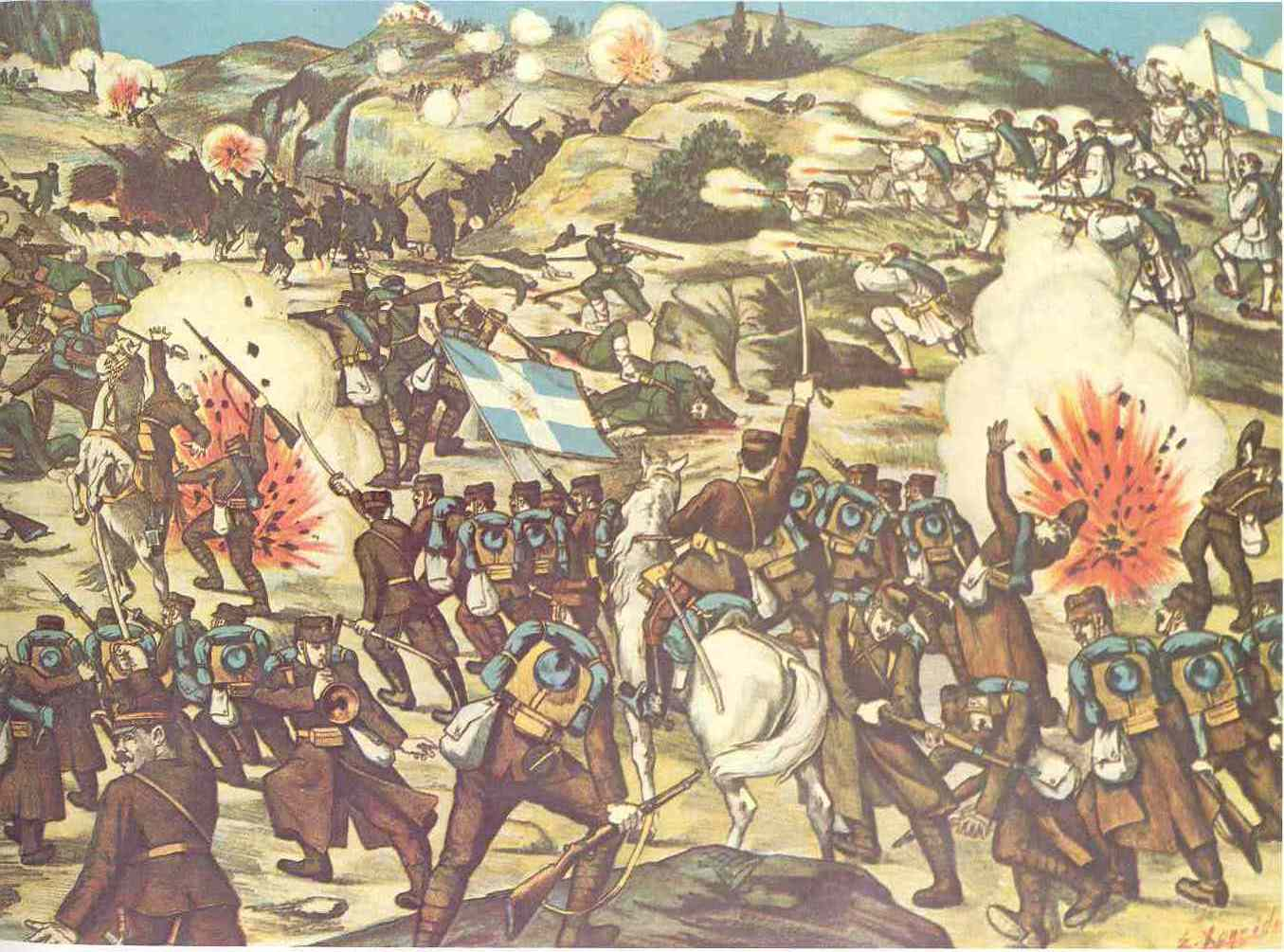
Грецька літографія битви під Кілкісом

## ХХ століття

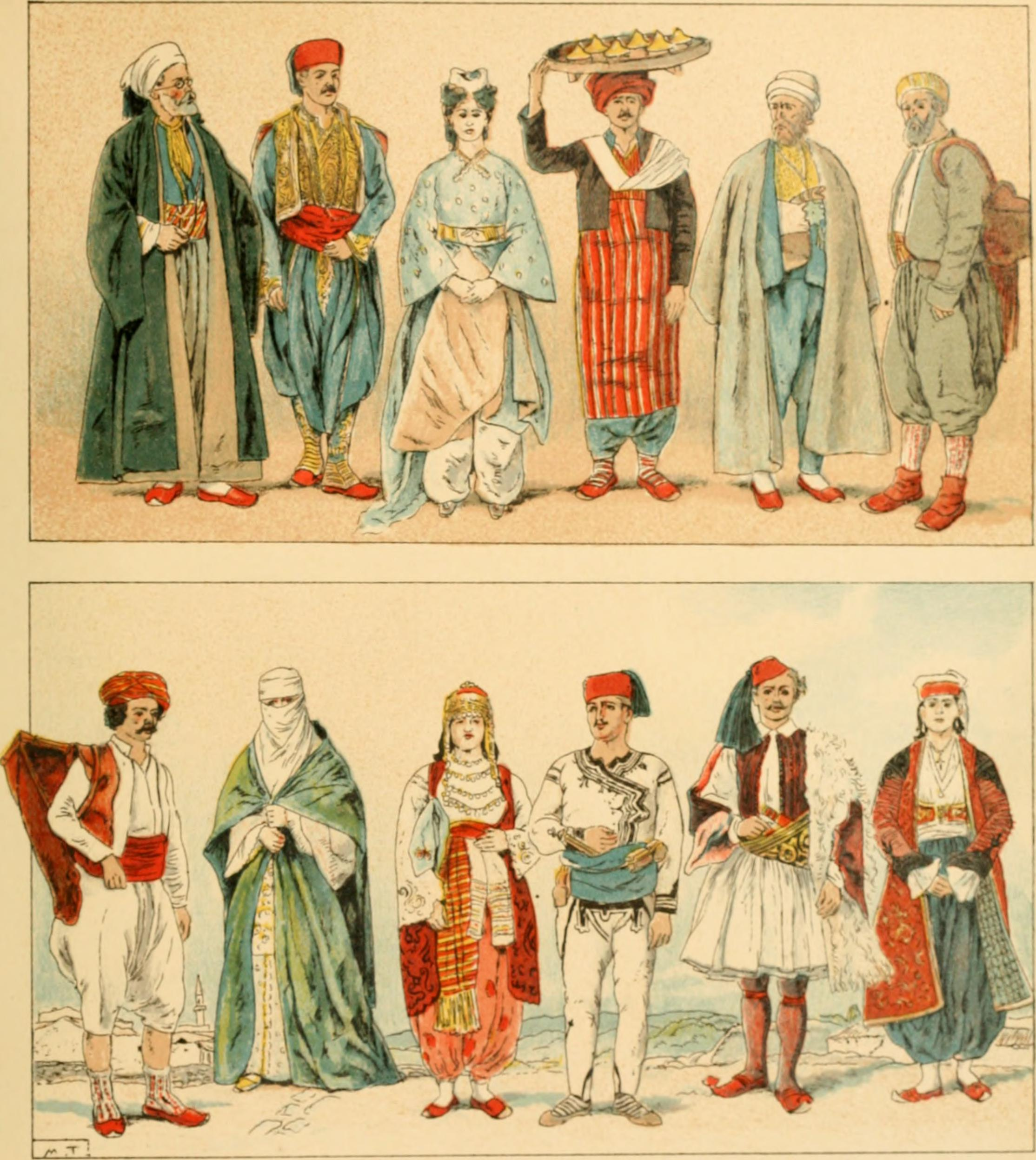
Балканський традиційний одяг, ~1905 р.

### Наслідки Першої світової війни

Політична історія Балкан

Війна залишила на Балканському півострові незгладимі сліди. По всьому регіону люди стали свідками серйозного розладу економіки, а масова мобілізація призвела до тяжких людських втрат, особливо в Сербії, де загинули понад 1,5 млн сербів, що становило близько чверті від загальної чисельності населення і більш ніж половину чоловічого населення країни. У менш розвинених районах Перша світова війна відчувалася по-різному: наприклад, реквізиція тяглових тварин викликала серйозні проблеми в селах, які вже й так потерпали від забору молодих людей до війська, а багато нещодавно створених торговельних зв'язків було розірвано.
Кордони багатьох держав були докорінно перекроєні, створилося нове Королівство сербів, хорватів і словенців, що пізніше стало Югославією. Офіційно припинили існування як Австро-Угорщина, так і Османська імперія, розпавшись на різні національні держави. Як наслідок, баланс сил, економічні відносини та етнічні поділи повністю змінилися.
Зокрема, відбулися такі важливі територіальні зміни:
- До Румунії відійшли Трансільванія і Східний Банат
- Сербія, Чорногорія, Славонія, Центральна Хорватія, Воєводина, Крайна, частини Штирії, більшість Далмації та Боснія і Герцеговина влилися в Королівство сербів, хорватів і словенців.
- Істрія, Задар і Трієст стали частиною Італії.

У проміжку між Першою та Другою світовими війнами в рамках створення національних держав спостерігалися такі рухи населення:
- Майже 1,5 млн греків було вивезено з Туреччини і майже 700 тисяч турків вивезено з Греції.
- 1919 року Неїський договір передбачив взаємне переселення національних меншин між Грецією та Болгарією. Від 92 до 102 тис. болгар переїхало з Греції, а 35 тис. греків переїхало з Болгарії. Хоча жодної угоди про обмін населенням між Болгарією та Королівством сербів, хорватів і словенців через непохитну відмову останнього визнавати будь-яку болгарську меншину у своїх східних краях так і не було досягнуто, кількість біженців із Македонії та Східної Сербії до Болгарії також перевищила 100 тис. У міжвоєнний період близько 67 тис. турків емігрували з Болгарії до Туреччини на підставі двосторонніх угод.
- За умовами Крайовського договору 1940 р. 88 тис. румунів і арумунів Південної Добруджі були змушені переселитися в Північну Добруджу, а 65 тис. болгар Північної Добруджі мусили переміститися в Південну Добруджу.

У 1919—1922 рр. між Грецією і Туреччиною відбувалася війна, орієнтовні втрати внаслідок якої становлять 250 тис. людських життів. (1919—1922)

### Наслідки Другої світової війни
7–9 січня 1945 року югославська влада знищила кількасот записаних болгарами жителів Македонії як колаборантів («Криваве Різдво»).
У Греції в 1944—1949 рр. велася громадянська війна між збройними силами грецького уряду, підтримуваними спочатку Британією, а потім Сполученими Штатами, та силами опору часів війни проти німецької окупації, керівництво якого контролювала Комуністична партія Греції. Її метою було створення комуністичної Північної Греції. Вперше в історії Холодної війни бойові дії призвели до посередницької війни. 1949 року партизанів було розгромлено силами урядових військ.

### Холодна війна
Протягом холодної війни більшістю держав на Балканах правили прорадянські комуністичні режими. Після Другої світової війни націоналізм нікуди не зник і Югославія не була поодиноким прикладом міжнаціональної напруженості. Так, приміром, у Болгарії, починаючи з 1984 року, комуністична влада на чолі з Тодором Живковим почала здійснювати політику примусової асиміляції турецької нацменшини. Етнічні турки повинні були змінити свої імена на болгарські відповідники або залишити країну. 1989 року виник турецький дисидентський рух, що протистояв цим асиміляційним заходам. Болгарська влада відповіла насильством і масовими вигнаннями активістів. У цій репресивній обстановці понад 300 тис. етнічних турків втекли в сусідню Туреччину. Між тим, з появою в 1956 році на чолі Комуністичної партії Болгарії Тодора Живкова протистояння комуністичної держави та Болгарської православної церкви дещо пом'якшилося.
Однак, незважаючи на перебування під владою комуністичних урядів, Федеративна Народна Республіка Югославія в 1948 та Народна Соціалістична Республіка Албанія в 1961 вийшли зі сфери впливу Радянського Союзу. Після Другої світової війни існували комуністичні плани злиття з Югославією Албанії та Болгарії, але згодом зійшли нанівець, коли Албанія розірвала всі відносини з Югославією через розрив Тіто з СРСР. Пізніше маршал Йосип Броз Тіто (1892—1980) відкинув ідею злиття з Болгарією, а натомість шукав тісніших відносин із Західним світом, пізніше навіть створивши Рух неприєднання, що наблизив їх до більш тісних зв'язків із країнами третього світу. Албанія, зі свого боку, тяжіла до комуністичного Китаю, пізніше (після китайсько-албанського розколу) прийнявши позицію ізоляціонізму.
Єдиними некомуністичними державами були Греція та Туреччина, які вже тоді входили в НАТО.

### Пост-комунізм
Наприкінці 1980-х і на початку 1990-х років відбувся крах комунізму у всій Східній Європі. Балканами ширилася вестернізація, проводилося багато капіталістичних реформ, які серед іншого привели до втілення в життя ринкової економіки та приватизації.
В Албанії, Болгарії та Румунії зміни в політичній і економічній системі супроводжувалися періодом політичної та економічної нестабільності і навіть трагічними подіями. Те саме можна сказати і про більшість колишніх югославських республік.
У листопаді 1992 р. в Римі було підписано протокол про вступ Греції в
Західноєвропейський союз. Останній відіграв ключову роль у виконанні перших Петерсберзьких завдань на Балканах.

## Після 2000 року
2001 року Греція вступила в Єврозону (в 2015 р. країна була на межі виходу з неї). З 2004 р. членами ЄС стали Словенія і Кіпр, а 2007 р. до Євросоюзу приєдналися Болгарія і Румунія. У 2013 році в ЄС вступила Хорватія. 2005 р. статус кандидата отримала Північна Македонія під тодішньою тимчасовою назвою «Колишня югославська республіка Македонія», а інші балканські країни висловили бажання приєднатися до ЄС, але колись у майбутньому.
29 березня 2004 р. Болгарія, Румунія і Словенія стали членами НАТО. 1 квітня 2009 р. у цей військовий альянс вступили Хорватія і Албанія.
2006 року така держава, як Сербія та Чорногорія розпалася у зв'язку з відокремленням Чорногорії, тим самим зробивши окремою державою і Сербію.
17 жовтня 2007 року Хорватія стала непостійним членом Ради Безпеки ООН на 2008—2009 рр., а Боснія і Герцеговина стала непостійним членом на період 2010—2011 рр.
17 лютого 2008 р. про свою незалежність від Сербії оголосило Косово.
Після економічної кризи 2008 року країни колишньої Югославії почали співпрацювати на рівнях, подібних до рівнів у Югославії, а після створення регіонального залізничного сполучення під назвою «Cargo 10» часопис «The Economist» запустив у вжиток термін «югосфера».